# Emiliano Sala
Emiliano Raúl Sala Taffarel (Cululú, 31 oktober 1990 – Het Kanaal, 21 januari 2019) was een Argentijns voetballer met tevens een Italiaans paspoort die doorgaans als aanvaller speelde. Hij zou FC Nantes in januari 2019 voor Cardiff City verruilen, maar kwam om in een vliegtuigongeluk boven Het Kanaal. Op 3 februari 2019 zijn de resten van het vliegtuig teruggevonden.

## Clubcarrière
Sala debuteerde op 8 februari 2012 voor Girondins Bordeaux in de Coupe de France tegen Olympique Lyon. Hij mocht na 105 minuten invallen voor verdediger Henrique. Tijdens het seizoen 2012/13 werd hij uitgeleend aan US Orléans, waar hij 19 doelpunten scoorde uit 37 wedstrijden in de Championnat National. Het seizoen erop werd hij uitgeleend aan Chamois Niortais, waar hij 18 doelpunten scoorde uit 37 wedstrijden in de Ligue 2. In 2014 kreeg hij zijn kans bij Bordeaux. Op 16 augustus 2014 maakte hij zijn eerste doelpunt voor Les Girondins, vanaf de stip in een 4-1 thuiszege tegen AS Monaco. Op 19 januari 2019 ondertekende Sala een contract voor 3,5 jaar bij Cardiff City uit de Premier League dat £ 15 miljoen voor hem betaalde, een clubrecord. De twee voetbalclubs zijn het, in verband met het al of niet door Cardiff City moeten betalen van de transfersom, niet eens over de vraag of de transfer al definitief was.

## Clubstatistieken
| Seizoen | Club                  | Land               | Competitie           | Competitie | Competitie | Beker | Beker | Internationaal | Internationaal | Totaal | Totaal |
| Seizoen | Club                  | Land               | Competitie           | Wed.       | Dlp.       | Wed.  | Dlp.  | Wed.           | Dlp.           | Wed.   | Dlp.   |
| ------- | --------------------- | ------------------ | -------------------- | ---------- | ---------- | ----- | ----- | -------------- | -------------- | ------ | ------ |
| 2011/12 | Girondins de Bordeaux | Vlag van Frankrijk | Ligue 1              | 0          | 0          | 1     | 0     | —              | —              | 1      | 0      |
| 2012/13 | → US Orléans          | Vlag van Frankrijk | Championnat National | 2          | 1          | 0     | 0     | —              | —              | 2      | 1      |
| 2013/14 | → Chamois Niortais    | Vlag van Frankrijk | Ligue 2              | 37         | 18         | 2     | 0     | —              | —              | 39     | 18     |
| 2014/15 | Girondins de Bordeaux | Vlag van Frankrijk | Ligue 1              | 11         | 1          | 1     | 0     | —              | —              | 12     | 1      |
| 2014/15 | → SM Caen             | Vlag van Frankrijk | Ligue 1              | 13         | 5          | 0     | 0     | —              | —              | 13     | 5      |
| 2015/16 | FC Nantes             | Vlag van Frankrijk | Ligue 1              | 31         | 6          | 4     | 0     | —              | —              | 35     | 6      |
| 2016/17 | FC Nantes             | Vlag van Frankrijk | Ligue 1              | 34         | 12         | 5     | 3     | —              | —              | 39     | 15     |
| 2017/18 | FC Nantes             | Vlag van Frankrijk | Ligue 1              | 36         | 12         | 2     | 2     | —              | —              | 38     | 14     |
| 2018/19 | FC Nantes             | Vlag van Frankrijk | Ligue 1              | 19         | 12         | 2     | 1     | —              | —              | 21     | 13     |
| 2018/19 | Cardiff City          | Vlag van Wales     | Premier League       | 0          | 0          | 0     | 0     | —              | —              | 0      | 0      |
| Totaal  | Totaal                | Totaal             | Totaal               | 183        | 67         | 17    | 6     | —              | —              | 200    | 73     |

## Vliegtuigongeluk

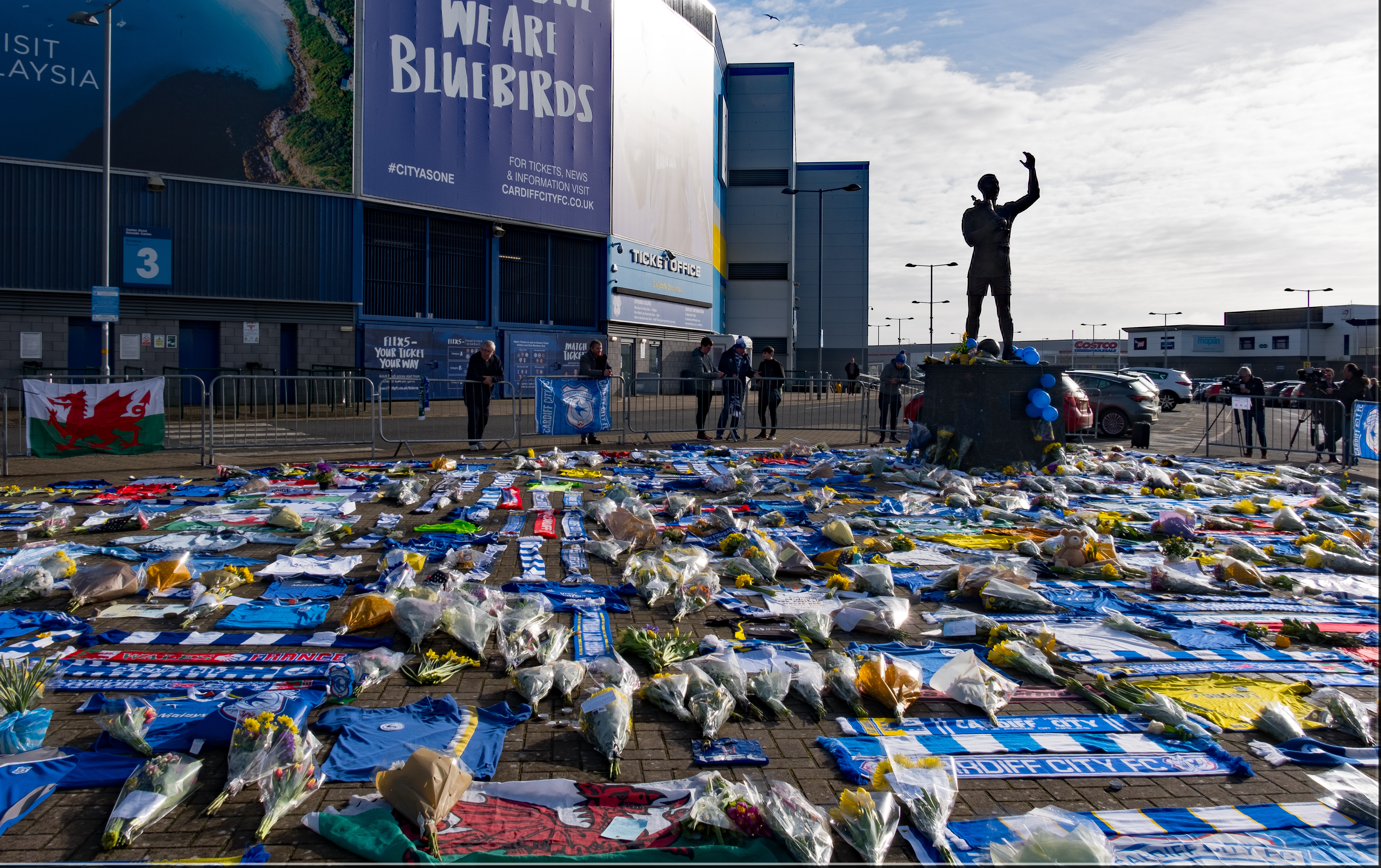
Eerbetoon aan Sala na zijn dood

Op 22 januari 2019 werd bekend dat hij op 21 januari aan boord was gegaan van een Piper PA-46 Malibu van Aéroport Nantes Atlantique met bestemming  Cardiff Airport. Nabij het rotseiland Les Casquets bij het kanaaleiland Alderney verdween het toestel van de radar. Kort voor de verdwijning van het toestel stuurde Sala nog een audiobericht naar zijn vrienden waarin hij aangaf doodsbang te zijn, en in een toestel te zitten dat uit elkaar dreigde te vallen. Naast Sala was slechts de piloot David Ibbotson aan boord, en beiden werden vermist.
Door de politie van het eiland Guernsey werden drie vliegtuigen en een helikopter ingezet om te zoeken. Vanuit Frankrijk werd een militair vliegtuig ingezet ter ondersteuning, en de kustwacht van Jersey stuurde een boot richting Bouley Bay omdat daar wrakstukken zouden drijven. Op 24 januari maakte de politie bekend gestopt te zijn met actief zoeken naar Sala en zijn piloot. De politie achtte de kans dat de twee nog in leven waren nihil. Op 29 januari stond hij voor het laatst op een wedstrijdblad (tegen Arsenal FC), als eerbetoon aan hem. Op 30 januari maakten de Britse autoriteiten bekend dat er een brokstuk van het vliegtuig waar Sala in zat gevonden was. Op 3 februari werd de rest van het vliegtuig gevonden. In het vliegtuig werd een lichaam aangetroffen. Na identificatie bleek dit het lichaam van Sala te zijn. Uit het pathologisch onderzoek kwam naar voren dat Sala is overleden aan hoofd- en borstletsel. Aanvullend forensisch onderzoek wees uit, dat in Sala's bloed een potentieel dodelijke concentratie koolmonoxide (CO) aanwezig was. Waarschijnlijk heeft Sala dit CO tijdens de vlucht ingeademd. Dit giftige gas kan door een technisch mankement, zoals een lek in de uitlaat, via het ventilatiesysteem van het  vliegtuig in de cabine zijn beland. Als ook de piloot veel CO had ingeademd,  heeft dat wellicht zijn vliegvaardigheid negatief beïnvloed. 
Het lichaam van de piloot is nooit gevonden.
Eind oktober 2021 werd in Groot-Brittannië de Engelse zakenman David Henderson, die de vlucht had georganiseerd,  medeschuldig bevonden aan de dood van Sala. Hij had de vliegtuigautoriteiten genegeerd die hem hadden gewaarschuwd dat de piloot Ibbotson niet bevoegd was om te vliegen.